# Azé (Saône-et-Loire)
Pour les articles homonymes, voir Azé.
Azé est une commune française située en Haut-Mâconnais dans le département de Saône-et-Loire en région Bourgogne-Franche-Comté.
Elle relève désormais du canton d'Hurigny, après avoir fait partie du canton de Lugny de 1790 à 2015.

## Géographie
Village du Haut-Mâconnais, Azé se situe au point de rencontre de plusieurs voies de passage naturelles.
Ce village viticole du vignoble du Mâconnais est la deuxième des communes à se trouver implantée sur le parcours de la Mouge (après Donzy-le-Perthuis, où cette rivière a sa source).

### Communes limitrophes
Les communes limitrophes sont  Blanot, Cluny, Donzy-le-Pertuis, Igé, Péronne, Saint-Gengoux-de-Scissé et Saint-Maurice-de-Satonnay.

### Climat
Pour des articles plus généraux, voir Climat de la Bourgogne-Franche-Comté et Climat de Saône-et-Loire.
En 2010, le climat de la commune est de type climat océanique dégradé des plaines du Centre et du Nord, selon une étude du Centre national de la recherche scientifique s'appuyant sur une série de données couvrant la période 1971-2000. En 2020, Météo-France publie une typologie des climats de la France métropolitaine dans laquelle la commune est dans une zone de transition entre le climat océanique altéré et le climat océanique altéré et est dans la région climatique Bourgogne, vallée de la Saône, caractérisée par un bon ensoleillement (1 900 h/an), un été chaud (18,5 °C), un air sec au printemps et en été et des vents faibles.
Pour la période 1971-2000, la température annuelle moyenne est de 11,4 °C, avec une amplitude thermique annuelle de 18,2 °C. Le cumul annuel moyen de précipitations est de 800 mm, avec 11 jours de précipitations en janvier et 7,1 jours en juillet. Pour la période 1991-2020, la température moyenne annuelle observée sur la station météorologique de Météo-France la plus proche, « Jalogny_sapc », sur la commune de Jalogny à 10 km à vol d'oiseau, est de 11,2 °C et le cumul annuel moyen de précipitations est de 873,4 mm. 
La température maximale relevée sur cette station est de 39,6 °C, atteinte le 12 août 2003 ; la température minimale est de −21,6 °C, atteinte le 17 janvier 1985,,.
Les paramètres climatiques de la commune ont été estimés pour le milieu du siècle (2041-2070) selon différents scénarios d'émission de gaz à effet de serre à partir des nouvelles projections climatiques de référence DRIAS-2020. Ils sont consultables sur un site dédié publié par Météo-France en novembre 2022.

## Urbanisme

### Typologie
Au 1er janvier 2024, Azé est catégorisée bourg rural, selon la nouvelle grille communale de densité à sept niveaux définie par l'Insee en 2022.
Elle est située hors unité urbaine. Par ailleurs la commune fait partie de l'aire d'attraction de Mâcon, dont elle est une commune de la couronne,. Cette aire, qui regroupe 105 communes, est catégorisée dans les aires de 50 000 à moins de 200 000 habitants,.

### Occupation des sols
L'occupation des sols de la commune, telle qu'elle ressort de la base de données européenne d’occupation biophysique des sols Corine Land Cover (CLC), est marquée par l'importance des territoires agricoles (55,8 % en 2018), une proportion sensiblement équivalente à celle de 1990 (56,3 %). La répartition détaillée en 2018 est la suivante : forêts (40,7 %), cultures permanentes (22,2 %), zones agricoles hétérogènes (20,1 %), prairies (13,5 %), zones urbanisées (3,5 %). L'évolution de l’occupation des sols de la commune et de ses infrastructures peut être observée sur les différentes représentations cartographiques du territoire : la carte de Cassini (XVIIIe siècle), la carte d'état-major (1820-1866) et les cartes ou photos aériennes de l'IGN pour la période actuelle (1950 à aujourd'hui).

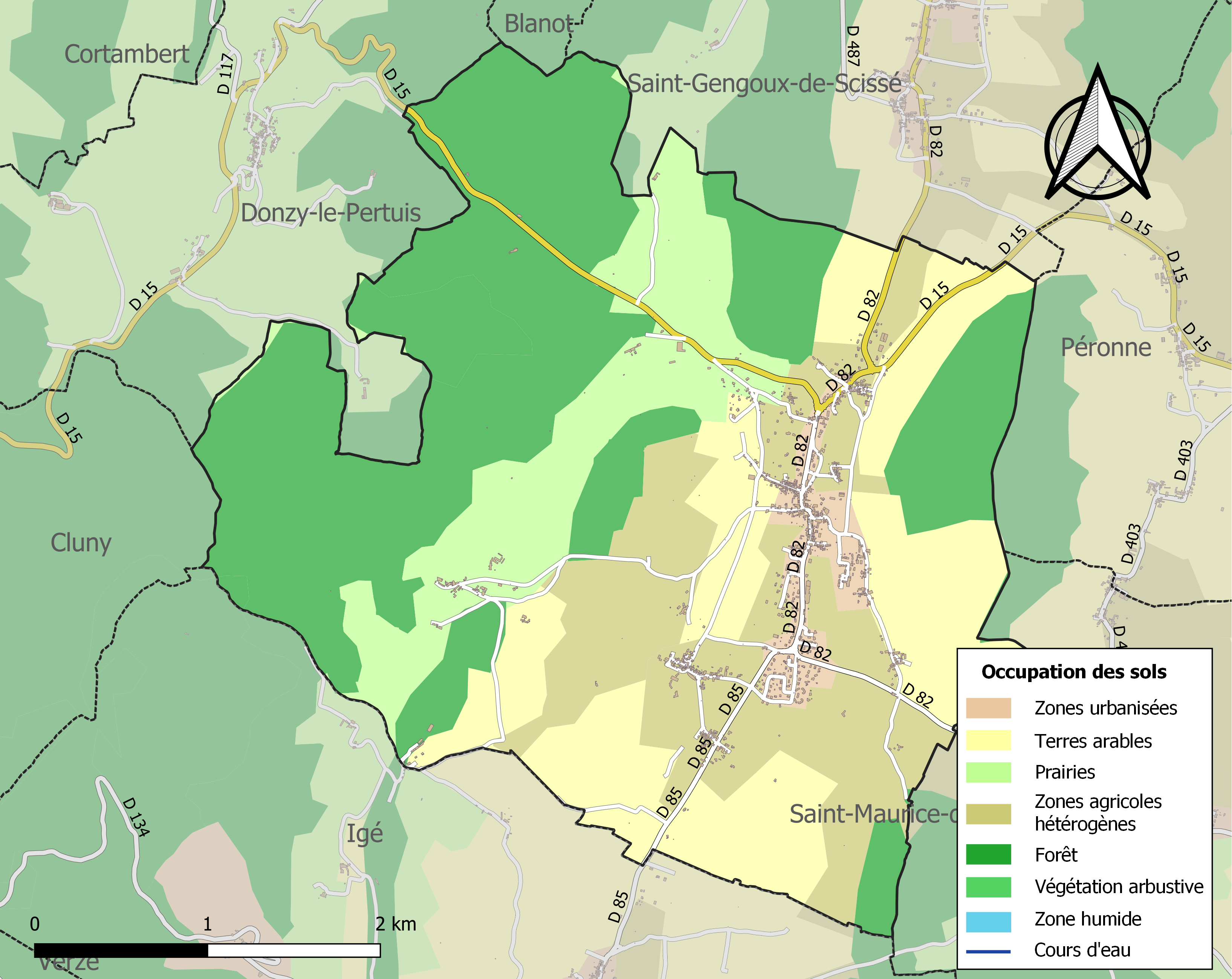
Carte des infrastructures et de l'occupation des sols de la commune en 2018 (CLC).

## Toponymie

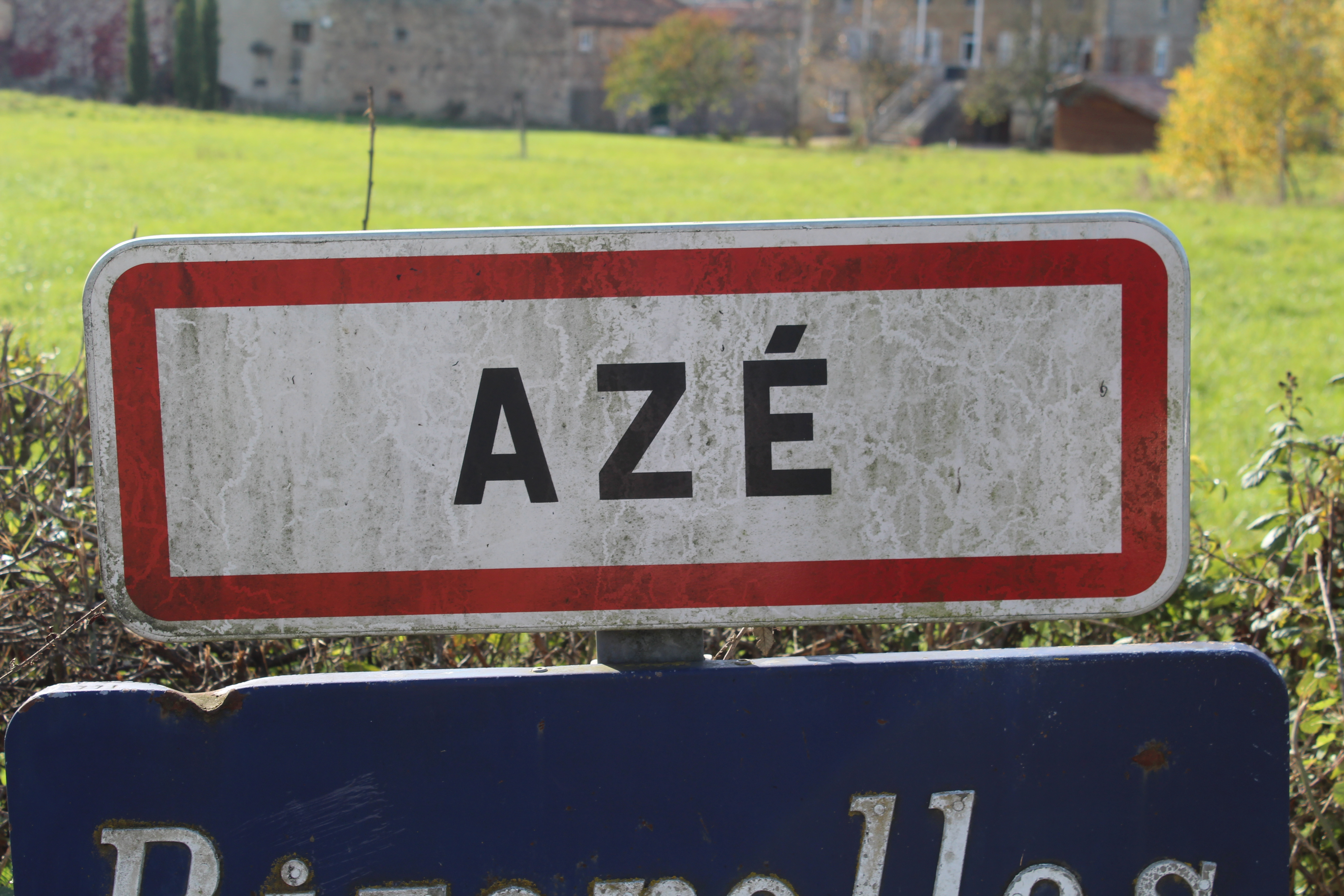
Panneau d'entrée dans le village.

Nom latin : Aziacum.  Ce toponyme apparaît pour la première fois dans le cartulaire de l'abbaye de Cluny, qui mentionne l'existence d'une villa (domaine rural) de ce nom . Il s'agit d'un archétype toponymique fréquent en France recensé par Albert Dauzat et Charles Rostaing à l'article Aisey, composé avec le suffixe bien connu -acum qui marque la propriété et précédé du nom de personne *Asius, non attesté.

## Histoire

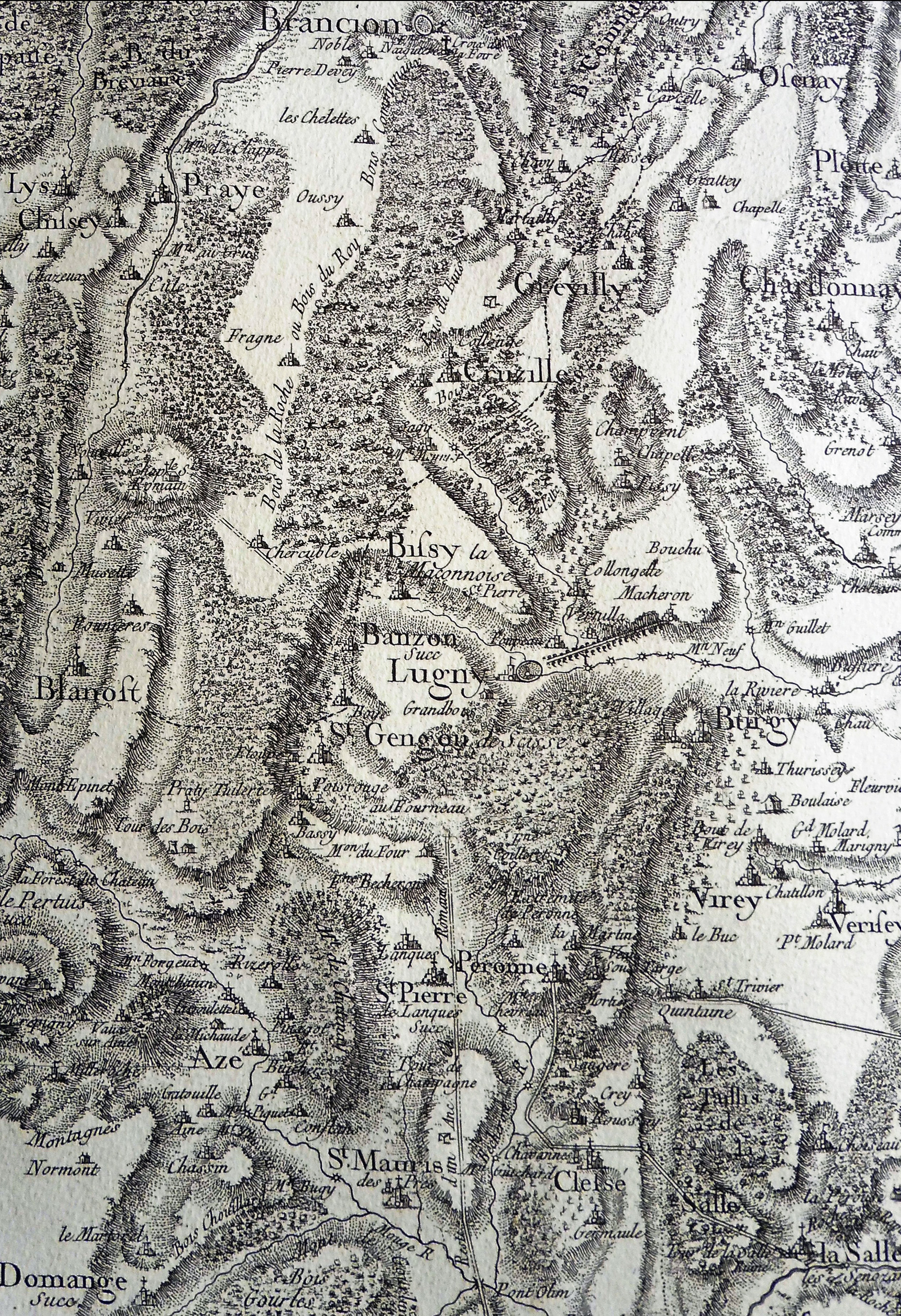
Azé et les villages du Haut-Mâconnais en 1759, d'après la carte de Cassini.

L'agglomération principale actuelle, le bourg (cela se remarque sur les vues aériennes), lieu toujours destiné à être traversé en raison de sa position géographique signalée plus haut, est du type village-rue. Son origine est ancienne. Sinon gauloise, au moins gallo-romaine, avec une villa du bas-empire. Le lieu est resté fréquenté au haut Moyen Âge puisqu'on y a trouvé des sarcophages mérovingiens dans la propriété qui jouxte l'église au sud et dans le jardin de l'ancien presbytère. Puis il a été très tôt le siège d'une petite seigneurie détenue par les sires de Laigneau (Pierre de Laigneau, seigneur de Dazé et de Crépigny avait le titre de valet de chambre des rois Charles VIII et Louis XII).
Certains hameaux tout proches sont très anciens : le hameau de Rizerolles, avec la rivière Mouge, est d'origine gauloise ; le hameau de Conflans est d'origine burgonde, etc. La toponymie révèle l'existence d'autres implantations burgondes aujourd'hui abandonnées.
La commune actuelle est le résultat du rapprochement des paroisses d'Azé et d'Aîne. A noter : jusqu'à la Révolution et la création des communes, le hameau de Conflans dépendit alternativement des paroisses d'Azé et de Saint-Maurice-des-Prés.
Fin juillet 1789 : épisode de la Grande Peur en Mâconnais. Les Azéens Benoît Varembon (22 ans), domestique, et Claude Jandard (22 ans), cultivateur domestique, arrêtés avec d'autres brigands, sont condamnées par la justice-mage de Cluny le 4 août et y sont pendus.
1790 : à la création des cantons, la commune d'Azé est rattachée au canton de Lugny, alors composé de douze communes.
À compter du 11 novembre 1900, Azé fut desservie par le train, à la suite de l'inauguration ce jour-là de la ligne de chemin de fer à voie étroite Mâcon-Fleurville via Lugny (ligne qui fonctionna, pour le trafic quotidien des voyageurs, jusqu'en 1931).
Début 1927 : fondation de la coopérative vinicole d'Azé, en bordure de la RD 82 et aux abords de la gare de la ligne de chemin de fer Mâcon-Fleurville, avec Jules Richard, maire, pour président. Il s'agissait de répondre à la crise que connaissaient alors les vignerons, et de s'unir pour réunir suffisamment de moyens afin d'abaisser les coûts de vinification en commun. Pour sa première récolte, la cave d’Azé atteignit les 6.500 hl de vin vinifiés (le premier caviste étant Marius Ducôté).
1959 : première foire-exposition d'Azé.
Été 1964 : entrée en service, dans le giron de la Société des grottes d'Azé, de la piscine d'Azé, première piscine rurale du département de Saône-et-Loire (bassin de taille semi-olympique, 25 x 12,5 mètres, flanqué d'un « petit bain »). Ce bassin, dont profitent en particulier les estivants fréquentant le camping voisin (classé deux étoiles et proposant 100 emplacements à l'époque, 80 depuis), est alimenté par l'eau de la rivière souterraine.
1er janvier 1994 : fondation de la communauté de communes des coteaux de la Haute-Mouge (avec Saint-Maurice-de-Satonnay, Péronne et Clessé), ayant Azé pour siège. À cette première communauté de communes a succédé, le 1er janvier 2003, la communauté de communes du Mâconnais - Val de Saône (siège à Lugny), résultant de la fusion de trois intercommunalités (celles du Haut-Mâconnais, de la Haute-Mouge et du Mâconnais-Val de Saône) et totalisant une population de 7 336 habitants.
1998 : dans le contexte de la départementalisation des corps de sapeurs-pompiers (décidée en mars 1996), création du centre d'intervention de la Haute-Mouge, installé à Azé et regroupant les pompiers volontaires d'Azé, de Saint-Maurice-de-Satonnay et de Péronne (premier exemple en Saône-et-Loire de regroupement entre centres communaux de première intervention).

## Politique et administration

### Liste des maires

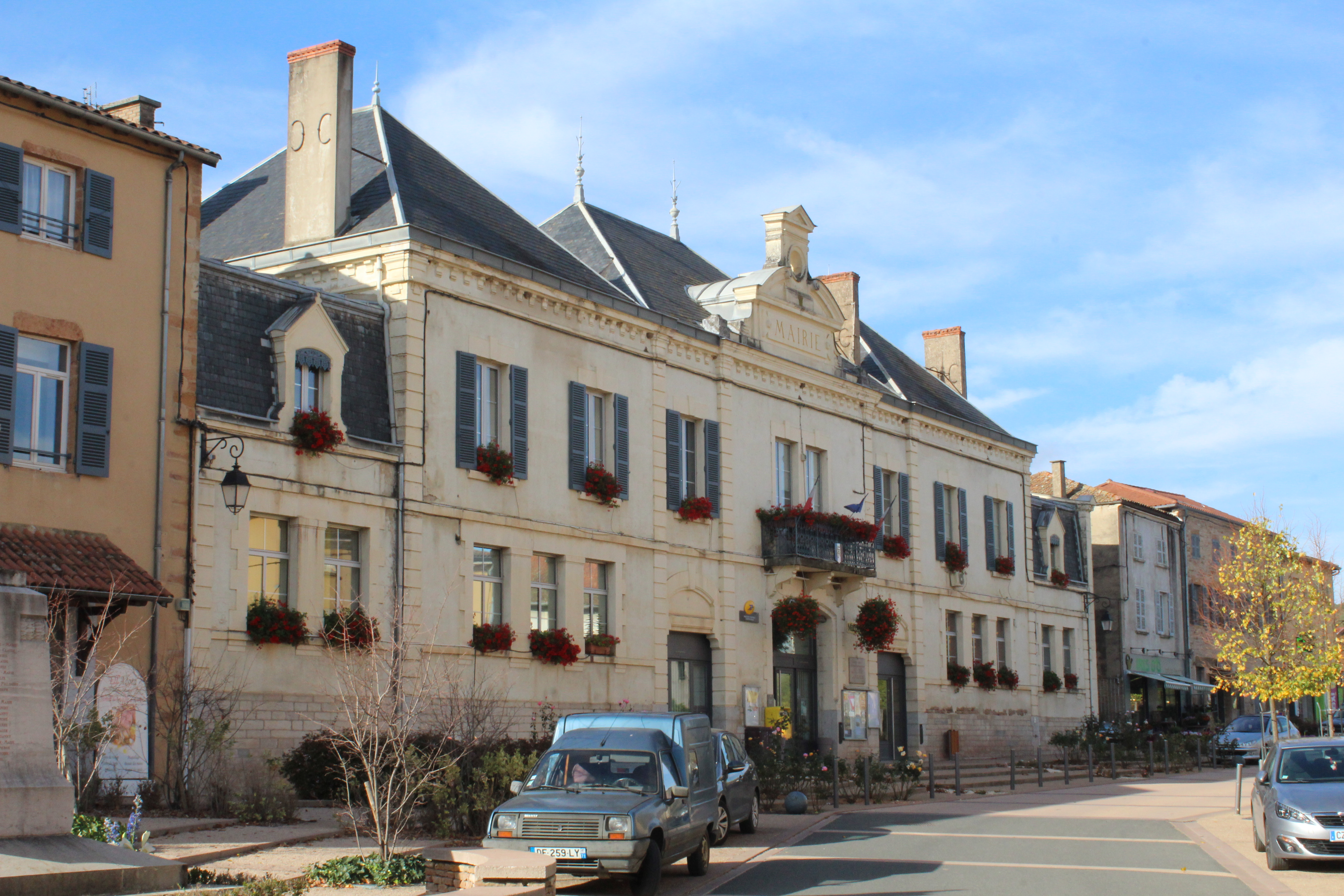
Mairie.

| Période                                  | Période                   | Identité          | Étiquette     | Qualité |
| ---------------------------------------- | ------------------------- | ----------------- | ------------- | --- |
| ?                                        | ?                         | Claudius Bressand |               | |
| 1970                                     | mars 1989                 | Jean Gagnard      | PS            | Enseignant à Igé puis à Azé. |
| mars 1989                                | mars 2001                 | Simone Mariotte   |               | Institutrice à Burgy puis à Azé, directrice de l'école primaire d'Azé. Présidente départementale de l'Association nationale des anciens combattants et ami(e)s de la Résistance (ANACR) de 2010 à 2022, présidente de l’association Patrimoines d’Azé et présidente de la chorale Cant'Azé. |
| mars 2001                                | mars 2008                 | Daniel Bouchard   |               | Informaticien. Élu en janvier 2003 2e vice-président de la communauté de communes du Mâconnais-Val-de-Saône (Lugny). |
| mars 2008                                | novembre 2022 (démission) | Patrick Monin     | DVG puis EÉLV | Professeur des écoles. |
| novembre 2022                            | en cours                  | Serge Thirard     |               | Technicien. |
| Les données manquantes sont à compléter. |                           |                   |               | |

### Intercommunalité et canton
Azé, après avoir appartenu à la communauté de communes du Mâconnais-Val-de-Saône (siège à Lugny), avait adhéré le 1er janvier 2004 à la communauté d’agglomération du Mâconnais-Val de Saône (CAMVAL), ancienne communauté d'agglomération regroupant 26 communes. Le 1er janvier 2017, la CAMVAL a fusionné avec la communauté de communes du Mâconnais Beaujolais pour former la communauté d'agglomération Mâconnais Beaujolais Agglomération, structure dont Azé dépend désormais (avec 38 autres communes).
Azé, commune qui relevait du canton de Lugny depuis 1790, appartient depuis 2015 au canton d'Hurigny, à la suite du nouveau découpage territorial de Saône-et-Loire entré en vigueur à l'occasion des élections départementales de 2015 (découpage défini par le décret du 18 février 2014, en application des lois du 17 mai 2013). Le canton d'Hurigny, tel qu'il se présente depuis cette réforme, est constitué de communes qui appartenaient auparavant à trois anciens cantons : le canton de Lugny (14 communes), le canton de Mâcon-Nord (12 communes) et le canton de Mâcon-Sud (2 communes).

### Sécurité

#### Gendarmerie

L'unité de gendarmerie à laquelle la commune d'Azé est rattachée est la brigade de Lugny.

#### Sapeurs-pompiers

Azé dispose d'un centre d'incendie et de secours, relevant de la compagnie de Mâcon et placé sous les ordres du lieutenant Denis Dannaud.
Le secteur d'intervention de ce centre s'étend à quatre communes du Haut-Mâconnais, qui sont : Azé, Péronne, Saint-Maurice-de-Satonnay et Igé.
Le centre d'incendie et de secours de Lugny, en collaboration avec celui d'Azé, abrite une section de jeunes sapeurs-pompiers (JSP) regroupant en 2024 plus de 20 jeunes se formant aux métiers du secours et de la sécurité civile.

## Enseignement

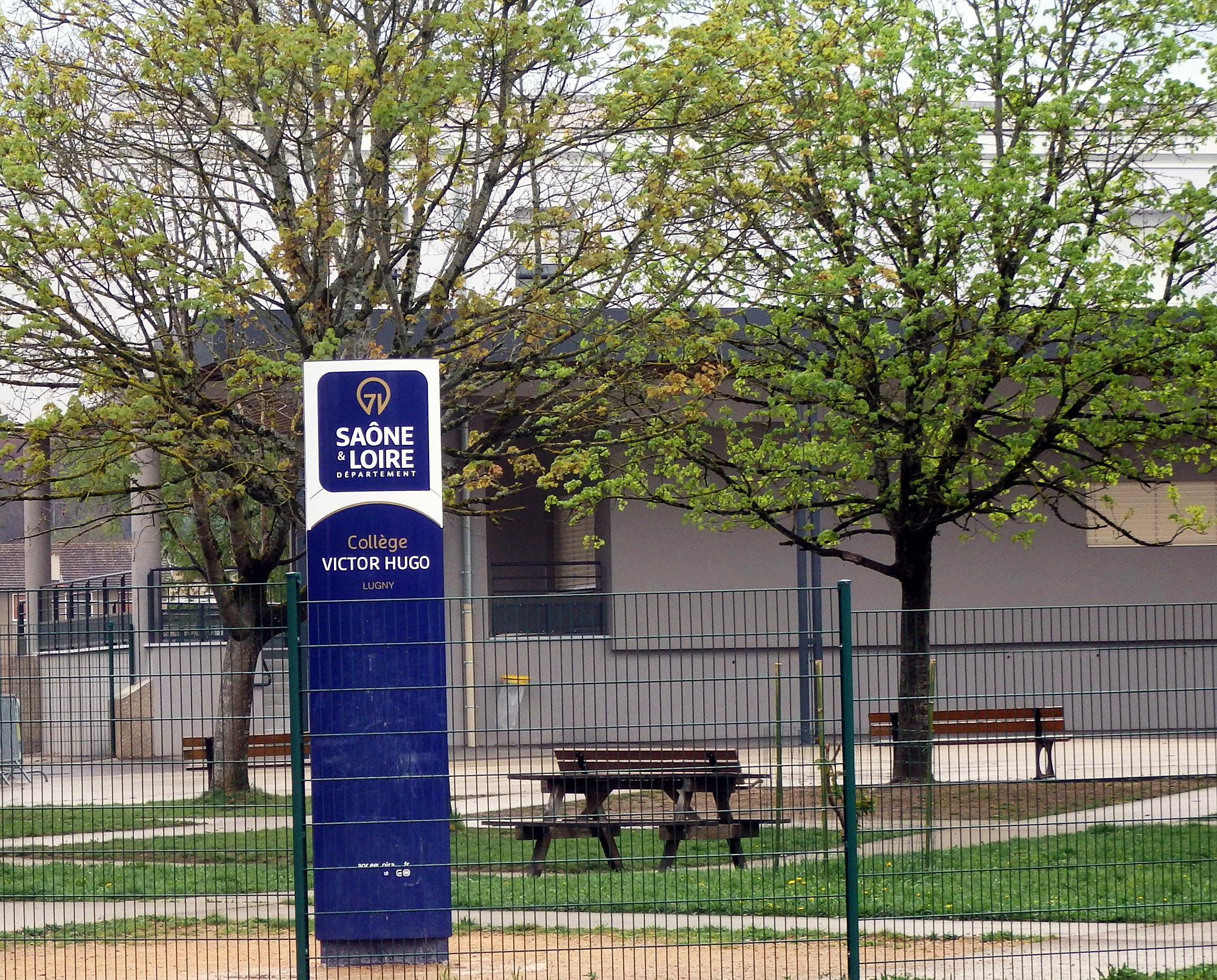
Le collège public Victor-Hugo de Lugny, entré en service en 1977 et dont la carte scolaire s'étend à 19 communes.

Depuis 1980, l'école d'Azé est en RPI (regroupement pédagogique intercommunal) avec celle de Saint-Gengoux-de-Scissé.
Pour l'enseignement secondaire, Azé, avec dix-huit autres communes, relève de la carte scolaire du collège « Victor Hugo » de Lugny.

## Démographie
L'évolution du nombre d'habitants est connue à travers les recensements de la population effectués dans la commune depuis 1793. Pour les communes de moins de 10 000 habitants, une enquête de recensement portant sur toute la population est réalisée tous les cinq ans, les populations de référence des années intermédiaires étant quant à elles estimées par interpolation ou extrapolation. Pour la commune, le premier recensement exhaustif entrant dans le cadre du nouveau dispositif a été réalisé en 2004.

En 2022, la commune comptait 1 082 habitants, en évolution de +5,36 % par rapport à 2016 (Saône-et-Loire : −1,06 %, France hors Mayotte : +2,11 %).
| 1793  | 1800  | 1806  | 1821  | 1831  | 1836  | 1841  | 1846  | 1851  |
| ----- | ----- | ----- | ----- | ----- | ----- | ----- | ----- | ----- |
| 1 100 | 1 155 | 1 192 | 1 237 | 1 303 | 1 271 | 1 314 | 1 289 | 1 320 |

| 1856  | 1861  | 1866  | 1872  | 1876  | 1881  | 1886  | 1891 | 1896  |
| ----- | ----- | ----- | ----- | ----- | ----- | ----- | ---- | ----- |
| 1 270 | 1 292 | 1 390 | 1 358 | 1 440 | 1 422 | 1 208 | 993  | 1 017 |

| 1901  | 1906  | 1911  | 1921 | 1926 | 1931 | 1936 | 1946 | 1954 |
| ----- | ----- | ----- | ---- | ---- | ---- | ---- | ---- | ---- |
| 1 003 | 1 025 | 1 003 | 876  | 796  | 756  | 693  | 662  | 601  |

| 1962 | 1968 | 1975 | 1982 | 1990 | 1999 | 2004 | 2006 | 2009  |
| ---- | ---- | ---- | ---- | ---- | ---- | ---- | ---- | ----- |
| 570  | 548  | 553  | 649  | 807  | 940  | 981  | 992  | 1 034 |

| 2014  | 2019  | 2022  | - | - | - | - | - | - |
| ----- | ----- | ----- | - | - | - | - | - | - |
| 1 015 | 1 082 | 1 082 | - | - | - | - | - | - |

Selon les estimations, 3069 personnes portent le patronyme Azé aujourd'hui en France.

## Vignoble
Azé dispose de l'une des plus anciennes caves coopératives de Saône-et-Loire, fondée en 1927, soit la même année que la création des coopératives vinicoles voisines de Lugny, Clessé, Igé et Varennes-lès-Mâcon (la première cave coopérative étant celle de Saint-Gengoux-de-Scissé fondée dès 1925).
Plusieurs vignerons indépendants sont installés à Azé, dont les domaines sont répartis sur le territoire de la commune.

## Culture locale et patrimoine

### Lieux et monuments

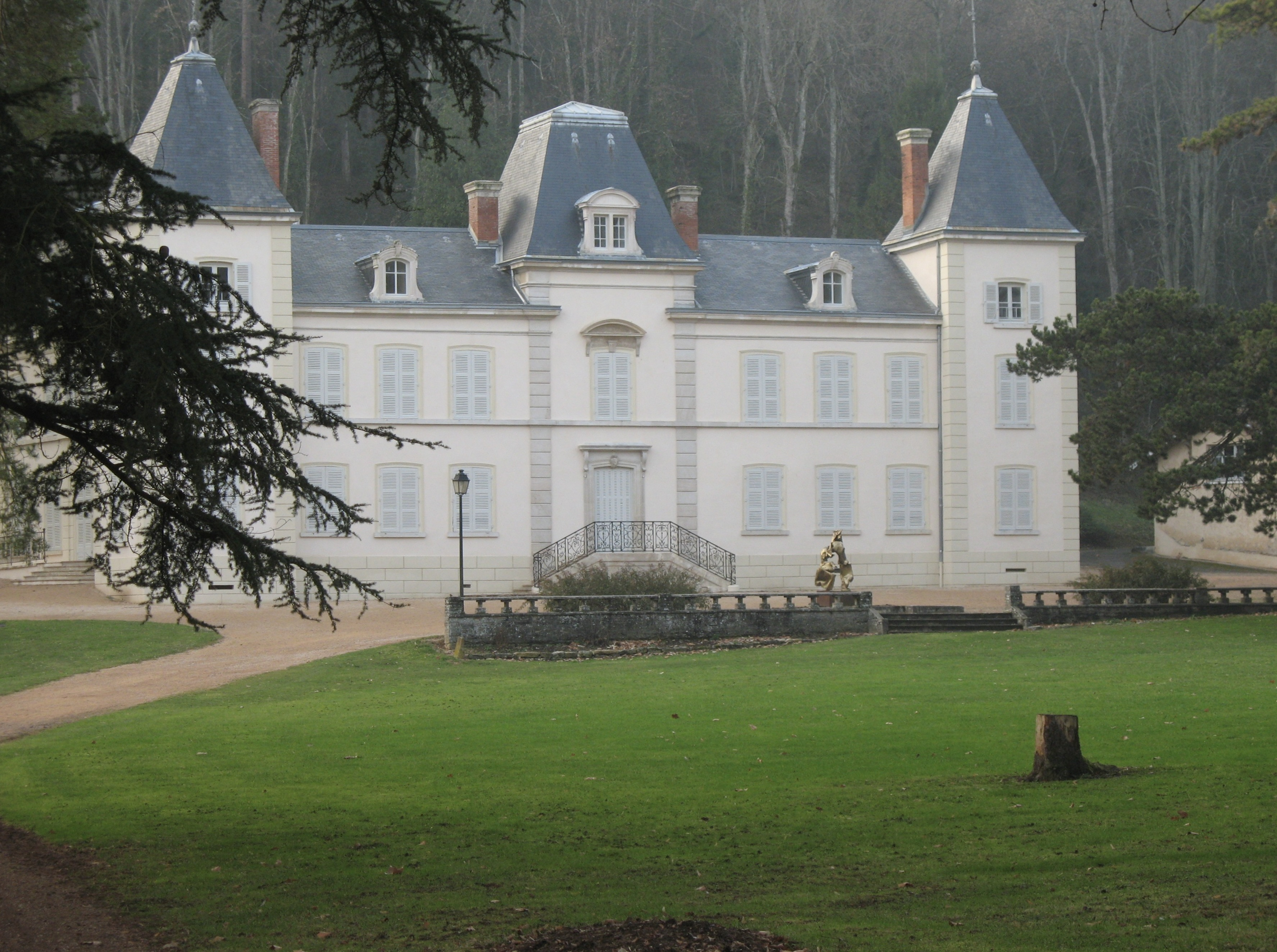
Le château d'Aine.

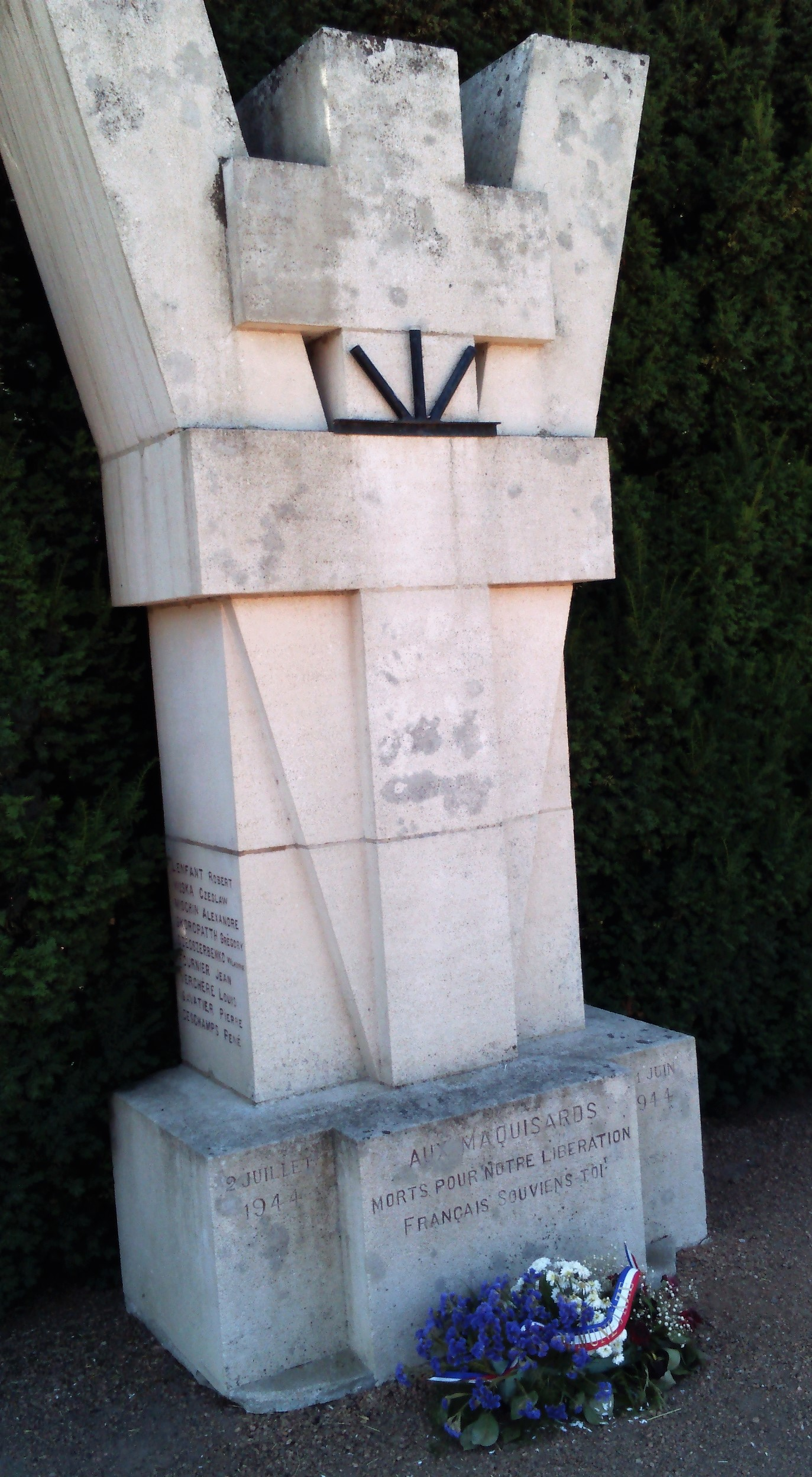
Le monument élevé à la mémoire des maquisards.

Parmi les lieux et monuments d'Azé figurent :
- l'église Saint-Étienne, qui a gardé de l’époque romane son clocher et son abside (postérieurement remaniée)[27] et dont le clocher abrite une cloche unique fondue chez Bricard, fondeur à Mâcon. Y sont notamment visibles depuis l'automne 2018[28] plusieurs œuvres de l'artiste Michel Bouillot, à savoir un devant d'autel fait de carreaux de faïence sortis de l'atelier du céramiste Jean-Paul Betton (figurant la Cène) et deux croix (également faites de carreaux de faïence, représentant, l'une, le Christ souffrant du Vendredi saint et, l'autre, le Christ dans toute la gloire du Ressuscité au jour de Pâques)[29]. Au cours de l'été 1970, cette église fut le lieu d'une importante exposition, consacrée à une série d'affiches publicitaires conçues à partir de toiles de l'artiste Georges Mathieu pour promouvoir la compagnie aéronautique Air France, à l'initiative du père Gabriel Duru, membre de la communauté de prêtres de Lugny[30].
- les grottes préhistoriques d'Azé[31]. Stalactites et stalagmites se détachent de la roche argileuse et laissent apparaître des griffades d'ours vieilles de 360 000 ans. Dans les grottes d'Azé, des animaux préhistoriques ont laissé leurs empreintes. Au sol, des ossements fossilisés d'hyènes et de cerfs, des squelettes d'ours et un des rares crânes de lion des cavernes retrouvés en France[32].
- le château d'Aine et son parc avec un arboretum.
- le château de Vaux-sur-Aine.
- dans le hall de la mairie : médaillon représentant Gabriel Jeanton, sculpté par l'artiste mâconnais Maxime Descombin[Note 5].
- le monument élevé à la mémoire des maquisards tués lors des combats qui eurent lieu à Azé les 21 juin et 2 juillet 1944.
- le site de Rizerolles (entrée des grottes, cèdres et buis centenaires), classé en 1933 au titre de la loi sur les monuments naturels et les sites[33].
- le cimetière d'Azé, qui présente la particularité de disposer d'un carré militaire.
- un arbre remarquable : le cèdre situé sur la place principale du bourg, arbre monumental qui aurait été planté en 1824 et dont la tête aurait été brisée accidentellement en 1871 en voulant y fixer un drapeau pour le 14 Juillet (entraînant un développement en largeur)[34].

Le pays d'art et d'histoire « Entre Cluny et Tournus », dans sa collection Parcours, a édité en 2023 une publication portant spécifiquement sur l'histoire et le patrimoine de la commune d'Azé, dénommée « Parcours d'Azé » (16 pages).

### Culte
Azé appartient à l'une des sept paroisses composant le doyenné de Mâcon (doyenné relevant du diocèse d'Autun) : la paroisse Notre-Dame-des-Coteaux en Mâconnais, paroisse qui a son siège à Lugny et qui regroupe la plupart des villages du Haut-Mâconnais.
C'est en 1958, avec le départ de l'abbé Henri Joly (qui y avait été nommé fin 1913), que la paroisse d'Azé fut définitivement rattachée à celle de Lugny pour le culte (Lugny étant le siège d'une communauté pastorale fondée à l'initiative de Joseph Robert).
En 1974, Winfrida Philippe (sœur de Thomas et Marie-Dominique Philippe), moniale de Notre-Dame-de-Wisques (Pas-de-Calais) et ancienne prieure du monastère du Mont des Oliviers à Jérusalem, fonde  la communauté des Bénédictines de Notre-Dame-de-la-Compassion à Azé.

### Personnalités liées à la commune
Parmi les personnalités attachées à l'histoire d'Azé figurent notamment :
- Claude Guichard (1861-1924), docteur en mathématiques, titulaire de la chaire de mathématiques générales (1913-1918) puis de géométrie supérieure (1918-1924) à la Faculté des sciences de l'université de Paris (il a également été élu correspondant de l'Académie des sciences en 1904, membre associé de l'Académie royale de Belgique en 1920 et nommé chevalier de la Légion d'honneur en 1921) ;
- Michel Szkolnikoff (1895-1945), l'un des principaux trafiquants et collaborateurs économiques sous l'Occupation, qui possédait le château d'Aine pendant cette période.

### Héraldique
| Blason de Azé | Blason  | De gueules à trois annelets d'argent ; au chef tiercé en pal au 1er d'azur au tonneau couché d'or, au 2e d'argent au cèdre de sinople, au 3e d'azur au crâne d'animal préhistorique d'or.           |
| Blason de Azé | Détails | Les annelets en champ de gueules rappellent Mâcon. Le chef représente les caractéristiques d'Azé : le vin, la forêt, et les grottes préhistoriques. Adopté par la municipalité le 1er janvier 1987. |

## Pour approfondir